# Карпенко Станіслав Сергійович
Станіслав Сергійович Карпенко — капітан Збройних сил України, учасник російсько-української війни, що відзначився під час російського вторгнення в Україну в 2022 році. Офіцер відділення розробки та захисту державних інформаційних ресурсів 72-го центру інформаційно-психологічних операцій.

## Нагороди
- орден «Богдана Хмельницького» III ступеня (2022) — за особисту мужність і самовіддані дії, виявлені у захисті державного суверенітету та територіальної цілісності України, вірність військовій присязі.[1]